# Varsovia
Il Varsovia è un  traghetto appartenente all'italiana Visemar ed in noleggio alla polacca Polferries.

## Caratteristiche
Seconda nave della classe Galeotta dopo la gemella A Galeotta, è spinta da due motori Wärtsilä a doppia alimentazione, ovvero sia a GNL che diesel, che permettono al traghetto di raggiungere i 24 nodi.
A bordo sono presenti 230 cabine, per un totale di 920 posti letto ed una sala poltrone da 107 posti.
Sono inoltre presenti una zona bar con ristoro, un ristorante À la carte, un negozio e un'area di intrattenimento per bambini.
La nave è dotata di telecamere di sorveglianza CCTV, di un sistema televisivo, di una rete LAN e di connessioni internet. Il traghetto può trasportare circa 140 camion e 200 auto.

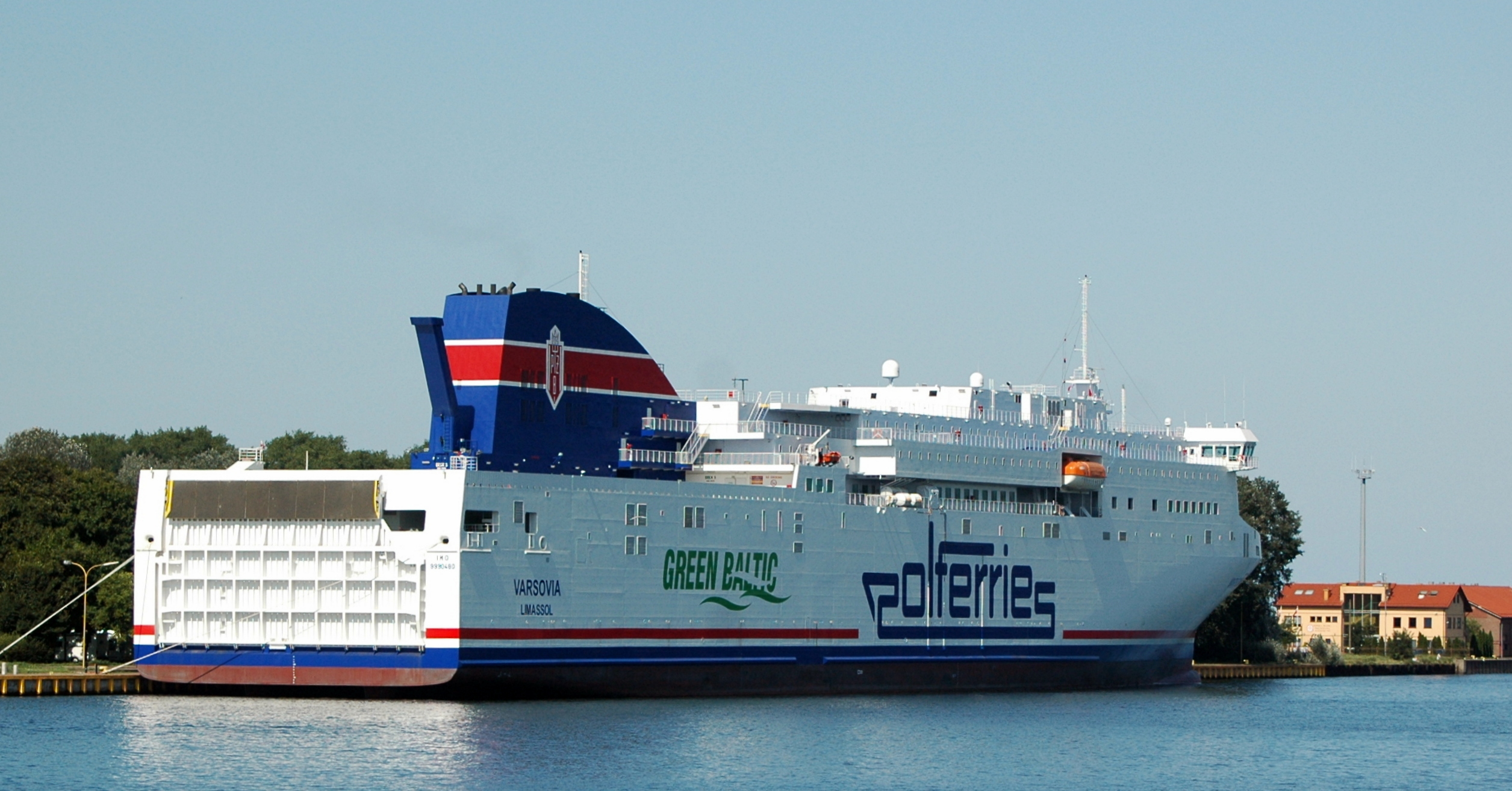
Il Varsovia ormeggiato a Świnoujście a luglio 2024.

## Servizio
Varato il 18 aprile 2023 nel Cantiere navale Visentini di Porto Viro per la Visemar di Navigazione e consegnato il 1° luglio 2024 in noleggio a scafo nudo per 10 anni alla polacca PolFerries, viene trasferito a Venezia dove issa bandiera cipriota e l'11 luglio parte per Ystad, dove arriva il 22 luglio. Il 27 luglio prende servizio nei collegamenti tra Ystad e Świnoujście, dove opera tutt'oggi.

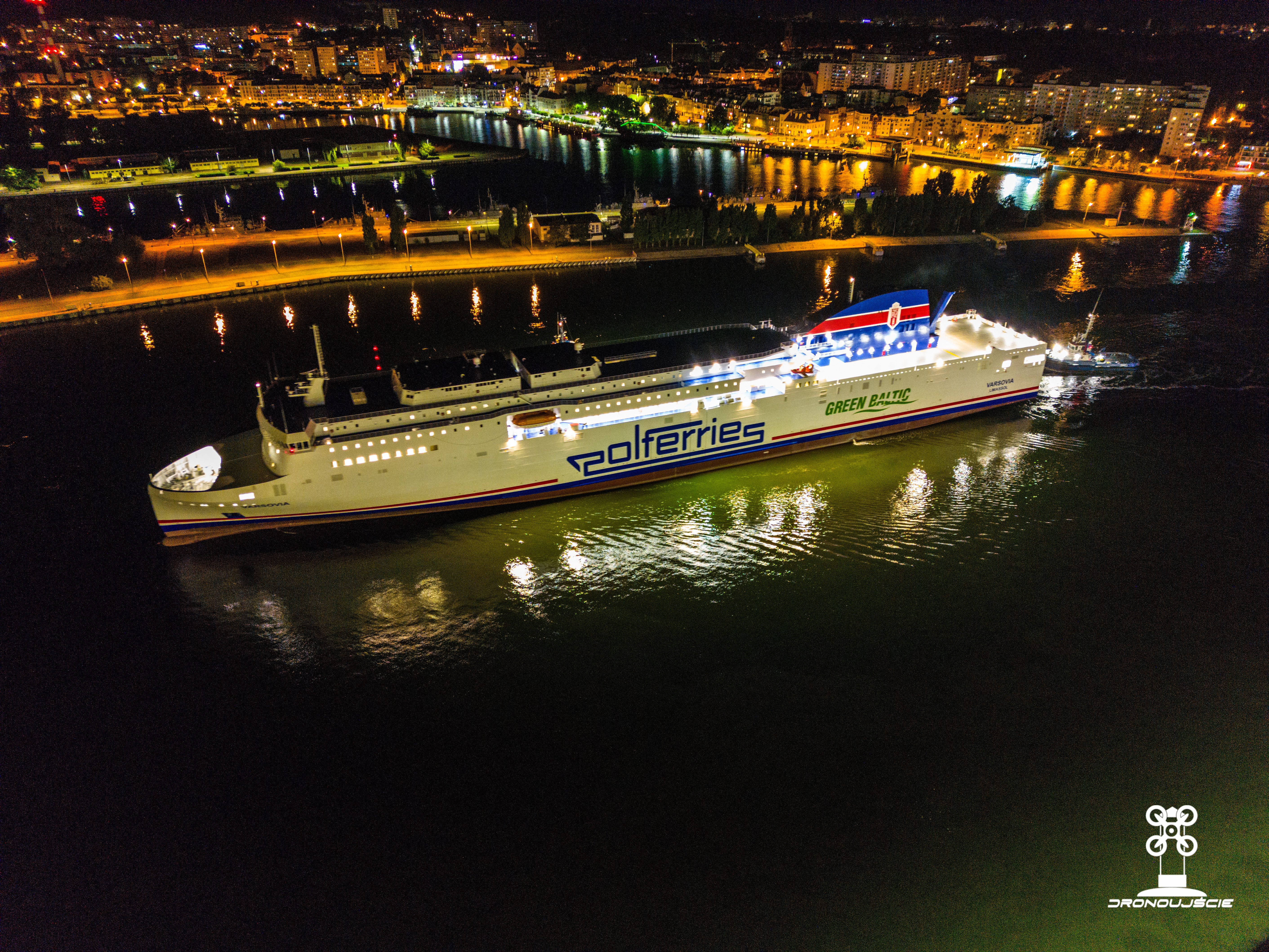
Il Varsovia durante il suo Maiden Call a Świnoujście il 22 luglio 2024.

## Navi gemelle
- A Galeotta